# Alvin Martin
Alvin Edward Martin (Bootle, 29 de julho de 1958) é um ex-futebolista profissional inglês que atuava como zagueiro.

## Carreira
Alvin Martin fez parte do elenco da Seleção Inglesa de Futebol, da Copa de 1986.